# Mogotes
Mogotes là một khu tự quản thuộc tỉnh Santander, Colombia. Thủ phủ của khu tự quản Mogotes đóng tại Mogotes Khu tự quản Mogotes có diện tích 355 ki lô mét vuông. Đến thời điểm ngày 28 tháng 5 năm 2005, khu tự quản Mogotes có dân số 11803 người.